# Zaprzeczanie globalnemu ociepleniu
Zaprzeczanie globalnemu ociepleniu (denializm klimatyczny, denializm globalnego ocieplenia, także negacjonizm klimatyczny) – zjawisko będące częścią kontrowersji wokół globalnego ocieplenia. Na denializm klimatyczny składają się bezzasadne – zdaniem przeważającej części naukowców – wątpliwości lub poglądy negujące fakty naukowe o zmianach klimatu – włączając w to podważanie działalności ludzkiej jako podstawowej przyczyny zmian klimatycznych oraz konsekwencji globalnego ocieplenia dla przyrody i ludzkości.

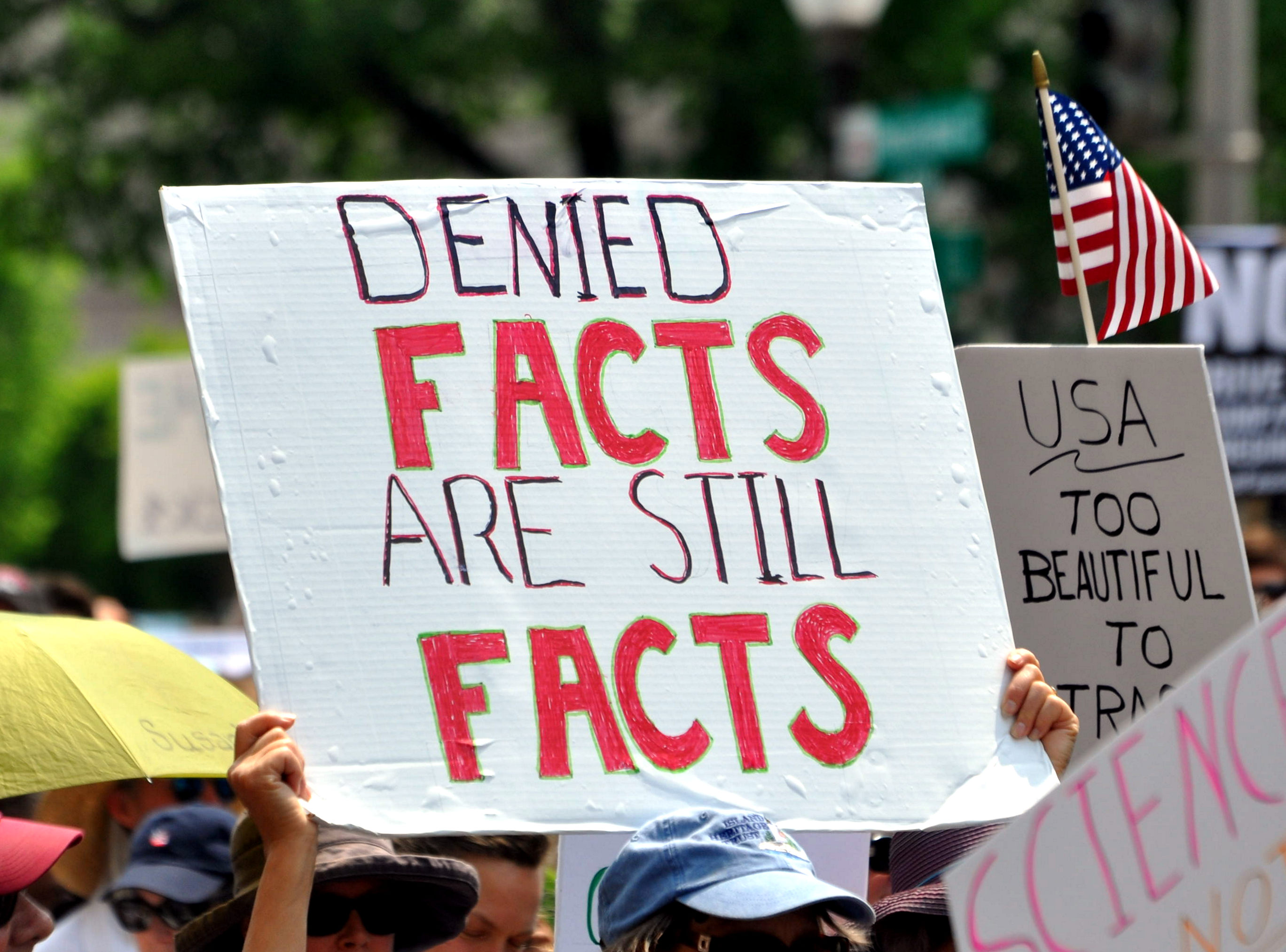
Protest przeciwko zaprzeczaniu wywołanemu przez człowieka globalnemu ociepleniu (Waszyngton, 2017)

Wśród denialistów są zarówno osoby, które akceptują używanie terminu „denializm”, jak i osoby preferujące określenie „sceptycyzm globalnego ocieplenia”. Naukowcy zajmujący się tą dziedziną stoją na stanowisku, że „jest niewłaściwym ukrywać zaprzeczanie nauce pod płaszczykiem sceptycznej postawy naukowej”. W konsekwencji oba wymienione terminy funkcjonują w dyskursie publicznym i odnoszą się do szeregu poglądów, które cechuje odrzucanie w mniejszym bądź większym stopniu ugruntowanej wiedzy naukowej w sprawach zmian klimatycznych.
Denializm klimatyczny może również przybierać charakter niejawny. Wskazują na to badania społeczne, które wyróżniają niejawny denializm klimatyczny jako jeszcze jedną formę denializmu. Pojęcie to odnosi się do sytuacji, gdy akceptowane są fakty naukowe, jednak akceptacja ta nie przekłada się na konkretne działania.

## Dezinformacja
Przedsiębiorstwa paliwowe przeznaczają setki milionów dolarów na promowanie poglądów negujących zagrożenie klimatyczne. Socjolog Robert Brulle twierdzi, że każdego roku na konto organizacji negacjonistycznych wpływa około 900 milionów dolarów.
Po przeanalizowaniu 16 tys. publikacji dotyczących zmiany klimatu pochodzących z konserwatywnych think-tanków, sprzeciwiających się regulacji kwestii zanieczyszczeń generowanych przez przemysł paliw kopalnych okazało się, że zespoły te są głównym źródłem dezinformacji w dziedzinie zmiany klimatu, a przygotowane przez nie materiały są propagowane przez media, blogosferę i grupy interesów. Badania wykazały, że 92% anglojęzycznych książek negujących zmianę klimatu i opublikowanych od 1972 do 2005 roku pochodziło właśnie z tych organizacji.

### Exxon
Exxon, pomimo dziesięcioletniego obiektywnego wewnętrznego badania globalnego ocieplenia, wskutek potwierdzenia się niepokojących wniosków zagrażających jej interesom, zupełnie zmienił kierunek działań i spędził ponad 20 lat dyskredytując badania własnych naukowców. Przedsiębiorstwo widziało swoją przyszłość biznesową w produkcji paliw syntetycznych, które byłyby zagrożone w przypadku ograniczania emisji.
Mimo że zatrudnieni w Exxonie naukowcy już w 1982 roku potwierdzili we własnych wewnętrznych modelach klimatycznych konsensus globalnego ocieplenia, w 1989 roku kierownictwo korporacji postanowiło zacząć podkreślać niepewności w modelach klimatycznych. Przedsiębiorstwo wykorzystując swoją reputację organizacji prowadzącej rzetelne badania klimatu zaczęło stwierdzać, że modele te są bezużyteczne. W publicznych wypowiedziach przedstawiciele Exxona wyśmiewali tego typu prace badawcze, choć ich autorami byli zatrudnieni w przedsiębiorstwie naukowcy.
Niezależnie od tego krytykowane przez prezesa modele klimatyczne wciąż były używane przez koncern do oceny opłacalności wydobywania ropy oraz gazu w Antarktyce i zagrożeń dla budowanej tam infrastruktury.
Skuteczność oddziaływania miała zwiększyć organizacja Global Climate Coalition, założona przez Exxon. Celem tej grupy lobbystycznej było blokowanie polityk ochrony klimatu i ograniczania emisji CO2. Aby to osiągnąć, od 1989 do 2002 roku prowadziła kampanię propagandową i reklamową zasiewającą wątpliwości w kwestii uczciwości IPCC i wiarygodności dowodów naukowych.
W 1998 roku Exxon założył organizację Global Climate Science Team. Wykupywano reklamy w największych czasopismach, np. w „Wall Street Journal” ogłoszenie Nauka nierozstrzygnięta stwierdzało, że obserwowane globalne ocieplenie to część naturalnego cyklu. Powoływano się przy tym na pracę Lloyda Keigwina. Ten, gdy dowiedział się o tym, zaprotestował, stwierdzając, że jego artykuł został przeinaczony i nie zgadza się z przedstawioną w reklamie tezą. Inna reklama, opublikowana w „The New York Times”, rzucała oszczerstwa na naukowców, którzy „wierzą, że mogą przewidzieć zmiany w klimacie na dekady w przód”.
Po wyborze George’a W. Busha na prezydenta Exxon podjął liczne środki lobbingowe na działania Białego Domu i IPCC i zatrudniane tam osoby; postulowali także wycofanie się z protokołu z Kioto. Współpraca między Exxonem, powiązanymi z nim organizacjami i administracją Busha, mająca na celu podkreślanie niepewności w klimatologii i powstrzymywanie działań, wyszła na jaw w 2005 roku.
Exxon pod presją swoich udziałowców ogłosił w 2007 roku, że zaprzestanie finansowania organizacji negacjonistycznych. Dokumenty podatkowe ujawniły, że tak się wcale nie stało – beneficjentami okazali się także politycy: w latach 2007–2015 przedsiębiorstwo przekazało 1,87 miliona dolarów wybranym Republikanom w Kongresie USA, otwarcie zaprzeczającym zmianie klimatu i 454 000 dolarów American Legislative Exchange Council.

## Przykłady negacjonizmu
Stuart B. Capstick i Nicholas F. Pidgeon dzielą sceptyków klimatycznych na dwa odrębne typy:
- sceptyków epistemicznych, wyrażających wątpliwości co do wystąpienia lub zasięgu globalnego ocieplenia i/lub tego, czy jest ono spowodowane działalnością człowieka (np. Patrick Moore)
- sceptyków działania, wyrażających wątpliwości co do skuteczności działań podejmowanych w celu zwalczania globalnego ocieplenia (np. Steven E. Koonin).

### Politycy

#### USA
Jako jaskrawy przykład denializmu Marcin Popkiewicz podaje administrację Donalda Trumpa, która odrzuca konsensus naukowy w tej dziedzinie, i która zadeklarowała wycofanie kraju z Porozumienia Paryskiego, podejmuje działania na rzecz zniesienia ograniczeń dla emisji CO₂ z elektrowni, obcięcia funduszy na badania nad czystymi źródłami energii oraz wycofania standardów zużycia paliwa przez samochody.
Niektórzy politycy sugerowali globalne ochłodzenie, posługując się wybranymi artykułami prasowymi zawierającymi dawno obalone tezy, np. w 2003 amerykański senator James Inhofe, czy w tym samym roku były sekretarz ds. energii James Schlesinger, który cytowali raport National Science Board z 1972 roku pomijając istotne części dokumentu.

#### Polska
Zdaniem Bohdana Widły w Polsce denializm jest ruchem ponad podziałami: teksty negacjonistyczne można znaleźć i w prasie prawicowej, i liberalnej, zarówno na niszowych portalach, jak i na tych największych.
W kwietniu 2013 roku przyszły prezydent Polski Andrzej Duda stwierdził na Twitterze: „Jak sobie pomyślę że płacimy za »globalne ocieplenie« i popatrzę za okno to mnie trafia szlag:/”. W podobnym tonie wypowiedział się Ryszard Petru.
W 2010 roku Leszek Balcerowicz stwierdził, że nie uważa ocieplenia za zagrożenie dla Polski, ale jako zagrożenie dla Polski postrzega politykę klimatyczną. Założone przez niego Forum Obywatelskiego Rozwoju w 2014 roku wydało raport, w którym powołując się na Roberta Essenhigha, sponsorowanego przez przedsiębiorstwa paliwowe, podaje w wątpliwość ustalenia setek klimatologów. W kolejnych latach w raportach znalazły się nienaukowe stwierdzenia, jakoby temperatura nie miała mieć tak dużego przyrostu, jak to przewidują naukowcy.
Jarosław Kaczyński stwierdził, że emisje CO₂ nie mają żadnego znaczenia dla klimatu. Roman Giertych napisał, że lubi globalne ocieplenie i chętnie finansowałby jego postęp. Senator Jan Maria Jackowski ocenił, że „ocieplenie to jakaś globalna psychoza”.
Od 2014 roku portal Nauka o klimacie corocznie przyznaje nagrody Klimatycznej bzdury roku. Nagrody otrzymali: Zbigniew Ziobro, Jan Szyszko, Janusz Korwin-Mikke, Wojciech Cejrowski, Andrzej Duda.

### Publicyści
Marc Morano były pracownik Senat Stanów Zjednoczonych stworzył i prowadzi stronę internetową Climate Depot negującą fakty naukowe o zmianach klimatu. Marc Morano jest autorem raportu który zawiera listę kilkuset naukowców, którzy jak twierdzi Morano nie zgadzają się z publikacjami IPCC i konsensusem naukowym, że działalność człowieka powoduje globalne ocieplenie. W pierwotnej wersji raportu wydanej w 2007 roku była mowa liście 400 naukowców. Wraz z kolejnymi wersjami ta liczba wzrosła do 700, a w 2010 do 1000 osób. Z analizy tego raportu przeprowadzonej przez Center for Inquiry wynika, że 80 procent naukowców wymienionych w raporcie nie opublikowało żadnych recenzowanych prac w dziedzinie nauk o klimacie, mniej niż 10 procent można było zidentyfikować jako klimatologów a ok. 4 procent zdaniem autorów wydawało się sprzyjać obecnemu konsensusowi wyrażonemu w raporcie IPCC z 2007 r. i nie powinno znaleźć się na liście Morano.

#### Polska
Dominik Zdort zimą 2013 roku ironizował w związku z obecnym mrozem, myląc pogodę z klimatem.
Łukasz Warzecha od wielu lat w podobnym tonie zwalcza naukę: m.in. nazywa wiarę w globalne ocieplenie „ekologicznymi bzdurami, które głosi światowe lewactwo”, nie szczędzi krytyki konserwatystom, którzy zamiast „walki z ekolewactwem” wybierają zielony konserwatyzm.
Także Witold Gadomski z „Gazety Wyborczej” w 2009 podważał naukowe ustalenia na rzecz bliżej niesprecyzowanych specjalistów, powielając popularny mit klimatyczny, że obecne ocieplenie może mieć naturalne przyczyny, a walka z globalnym ociepleniem przypomina mu religię.
Jeszcze w 2007 roku okładka nr 23 „Wprost” miała tytuł „Globalne ogłupienie”, a jej redaktor naczelny Stanisław Janecki porównywał wiarę w globalne ocieplenie do wiary w skutki używania freonów. Tymczasem właśnie z freonami mającymi powodować dziurę ozonową wiąże się, zdaniem Bohdana Widły, międzynarodowy sukces, jakim był Protokół Montrealski.
Z analizy Adama Leszczyńskiego wynika, że w polskich prawicowych mediach globalne ocieplenie przedstawiane jest głównie przez publicystów jako coś, na co Polacy nie mają wpływu, wymysł lewicowych ideologów, spisek mrocznych sił przeciwko Polsce i coś, czego nie da się traktować poważnie. Przekazy te cechuje: antyintelektualizm, polonocentryzm i „chęć dogryzienia «lewakom»”.
Klimatyczną Bzdurę Roku otrzymał w 2017 roku Wojciech Cejrowski.

### Zakłady negacjonistów z naukowcami
W 2005 roku Richard Lindzen, meteorolog z MIT, stwierdził, że klimatolodzy z IPCC to alarmiści, gdyż prawdopodobieństwo, że w ciągu najbliższych 20 lat klimat się ochłodzi, jest takie samo, jak to, że się ogrzeje i że może się o to założyć. Na to wyzwanie odpowiedział James Annan. Gdy jednak doszło do ustalania stawek, okazało się, że Lindzen zażądał 50:1 na swoją korzyść, co de facto oznacza, że tak naprawdę szanse na ochłodzenie oceniał na 2%, a nie 50–50, co było mniejszą wartością niż 20%, które wskazywało w tamtym czasie IPCC.
James Annan w 2005 roku założył się z dwójką rosyjskich fizyków: Galiną Masznicz i Władimirem Baszkirtsewem o 10 tys. dolarów, którzy stawiali, że mniejsza aktywność Słońca spowoduje spadek temperatur. Wygrał Annan. Wielu „sceptyków” nie chciało jednak przyjąć zakładu, m.in.: Patrick Michaels, Piers Corbyn, Myron Ebell, William Kininmonth, Craig Idso czy Zbigniew Jaworowski. Myron Ebell odmówił założenia się o 5 tys. funtów z aktywistą George’em Monbiotem, argumentując to kwestią swoich dzieci. Także profesor Terence C. Mills, autor raportu przygotowanego przez Global Warming Policy Foundation odrzucał propozycję Annana, by za każdy miesiąc cieplejszy od wyznaczonego „przeciętnego” poziomu Mills płacił mu 50 funtów, dostając 60, jeśli temperatura spadnie.
Denialista Ian Plimer w jednej książce napisał zarówno, że „CO₂ ogrzewa naszą planetę”, jak i że „temperatura i CO₂ nie są powiązane”. Przegrał on też w 2015 roku zakład na rzecz analityka Chrisa Hope’a, który w 2008 roku postawił 1000 funtów na to, że rok 2015 będzie cieplejszy niż 2008.
Brak spójności denialistów pozwala na formułowanie przez nich sprzecznych stwierdzeń: „Nie da się przewidzieć zmian klimatu”, ale „klimat będzie się ochładzał”. Mimo to sceptycy nie chcą zakładać się z ufającymi naukowym wyliczeniom o słuszność ich tez, a swoje niesprawdzone teorie po latach nazywają produktami eksperymentalnymi.

## Poglądy społeczne

### Sondaże
Według sondaży przeprowadzonych przez Harris Interactive jeszcze w 2007 roku 71% mieszkańców USA wierzyło, że spalanie paliw kopalnych wpływa na zmiany klimatyczne – w 2011 roku było to 44%. Według raportu z 2018 roku z Uniwersytetu Yale rośnie zarówno odsetek Amerykanów uznających, że zmiana klimatu jest faktem (73%), jak i tych, którzy sądzą, że jest wywołana działalnością człowieka (62%).
W 2019 roku 55% Polaków uważało globalne ocieplenie za niebezpieczne, w Grecji 90%, we Francji 83%, w Niemczech 71%, w Szwecji 69% (Pew Research).

### Wpływ konsensusu naukowego na przekonania

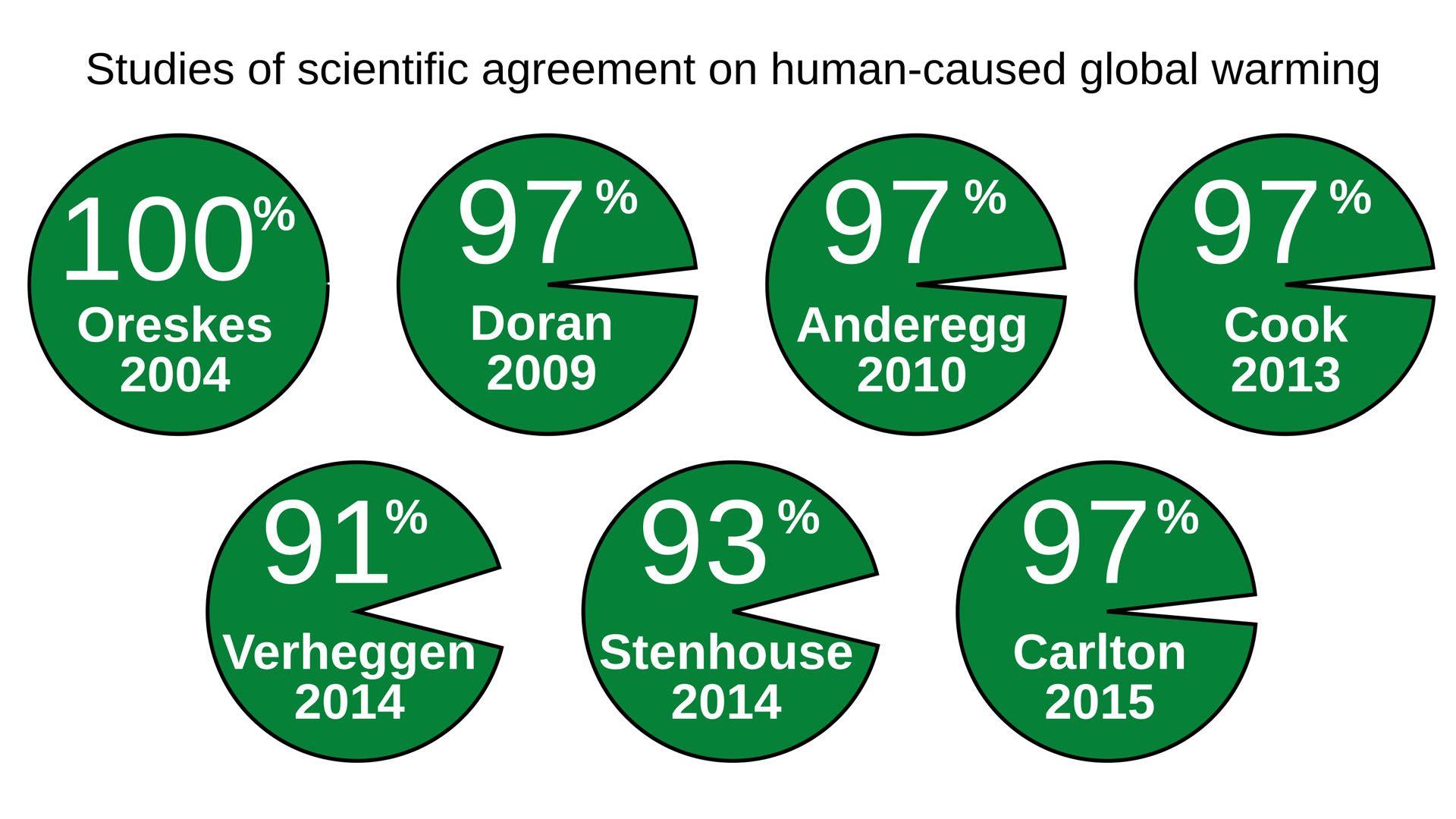
Wyniki z siedmiu artykułów z lat 2004–2015, w których oceniono konsensus naukowy w sprawie globalnego ocieplenia spowodowanego przez człowieka

Badania pokazują, że przedstawienie ankietowanym Amerykanom informacji o tym, jak zdecydowany jest konsensus antropogenicznej zmiany klimatu w środowisku naukowym prawie zawsze zauważalnie zwiększa stopień akceptacji ustaleń naukowych w tym obszarze – z wyjątkiem grupy zwolenników wolnego, nieuregulowanego rynku, wśród których akceptacja ta spada. Wśród nich zgodność naukowców w tej sprawie powodowała spadek zaufania do nich. Badania pokazały, że zdaniem tych osób, naukowcy zajmujący się badaniami klimatu celowo fałszowali dowody tak, by pokazywały, że to ludzkość jest przyczyną globalnego ocieplenia.

### Teorie spiskowe a przekonania
Inne badania wykazują silny związek między negacją ustaleń nauki i wiarą w teorie spiskowe. W przypadku globalnego ocieplenia większość badanych wskazywała spisek, brak ocieplenia, posiadane poważne wątpliwości lub twierdziła, że zjawisko ocieplenia jest przesadzone.

## Formy zaprzeczania zmianom klimatu
Istnieje kilka sposobów denializmu.

### Bezpośrednie zaprzeczanie
Pierwszym z nich jest zaprzeczanie samemu istnieniu zmiany klimatu oraz temu, że ludzka działalność się do niej przyczynia. W Polsce tego typu pogląd nie jest zbyt popularny. W badaniach reprezentatywnych prowadzonych przed Warszawskim Szczytem Klimatycznym 10% respondentów zgadzało się, że zmiana klimatu wynika wyłącznie z przyczyn naturalnych. Opublikowane w roku 2016 badania pokazują, że rośnie liczba osób uważających, że zmiana klimatu jest spowodowana przez człowieka. Jednocześnie duży jest odsetek tych, których poglądy nie są ugruntowane, i którzy uważają, że zmiany klimatu są spowodowane w równym stopniu przez działalność człowieka i zmiany naturalne. Jak pokazały badania profesor Jing Shi z Uniwersytetu w Zurichu, zwiększanie wiedzy o mechanizmach powstawania zmian klimatu prowadzi do większego poparcia dla działań proklimatycznych.

### Zmniejszanie ryzyka
Innym zjawiskiem jest pomniejszanie powiązanego ze zmianą klimatu ryzyka. Jako ludzie nie jesteśmy przystosowani do reagowania na tego typu zagrożenia. Przeprowadzone badania pokazują, że ludzie nie doceniają ryzyka związanego z globalnymi zagrożeniami w kontekście ich codziennego życia; zjawisko to zostało nazwane „dyskontowaniem ryzyka”. Wierzy się więc np. że choć zmiana klimatu jest poważnym zagrożeniem dla świata, nie jest groźna dla kraju i tym bardziej bez wpływu na życie swoje czy własnej rodziny. Od lat 90. obserwuje się systematyczny spadek odsetka Polaków, którzy uważają, że zanieczyszczenie środowiska jest ważnym problemem dla naszego kraju. Niskie jest również przekonanie, że zanieczyszczenie środowiska jest problemem dla ich najbliższej okolicy.

### Poglądy na klimat powiązane z poglądami politycznymi
Zaprzeczanie zmianie klimatu może również wynikać z poglądów politycznych. Utarty jest stereotyp, że działania ochrony klimatu i środowiska związane są z poglądami lewicowymi. Publiczne wypowiedzi polityków negujące zmiany klimatu częściej pojawiają się wśród przedstawicieli prawicy. Związek poglądów politycznych z opinią na temat zmiany klimatu jest również obecny wśród elektoratów partyjnych. Badania Aarona McCright’a z Uniwersytetu w Michigan pokazują, że w społeczeństwie amerykańskim na podstawie pytania o opinię na temat zmiany klimatu można z dużą trafnością przewidywać, czy ktoś jest wyborcą Republikanów, czy Demokratów. Podobne wnioski sformułowano w metaanalizie przeprowadzonej przez zespół Matthew Hornseya z Uniwersytetu w Queensland; poglądy polityczne okazały się lepiej wyjaśniać percepcję zmian klimatycznych niż płeć, wykształcenie, czy bezpośrednie doświadczanie ekstremalnych zmian pogodowych.
W Polsce badania wskazały, że do 2012 roku postawy prośrodowiskowe i polityczne nie były ze sobą związane. Sytuacja zmieniła się w 2016, kiedy związek ten okazał się istotny; wnioski te powtarzają się w kolejnych badaniach. Osoby identyfikujące się z prawicą przypisywały nieco mniejszą odpowiedzialność za zmianę klimatu działalności ludzkiej. Mimo to, niezależnie od wyznawanej opcji politycznej, Polacy generalnie częściej uważali, że zmiana klimatu jest spowodowana działalnością człowieka.

## Negacjonizm a geoinżynieria
Marcin Popkiewicz zauważa, że negacjoniści zaczynają zachwalać geoinżynierię jako „lepszą alternatywę” dla ograniczania spalania paliw kopalnych. Myślenie, że geoinżynieria rozwiąże problem ocieplenia pozwala sądzić, że nic nie trzeba zmieniać: można dalej spalać paliwa kopalne i opierać na nich wzrost gospodarczy oraz zysk korporacji; dzięki technologii nie trzeba będzie dostosowywać swojego sposobu postępowania wobec planety – to Ziemia będzie dostosowywana pod człowieka. W Polsce do tego typu projektów zalicza się proponowane przez Ministerstwo Jana Szyszki tzw. „leśne gospodarstwa węglowe”, technologię o zbyt małym potencjale, by móc znacząco ograniczać polskie emisje CO₂.

## Argumenty negacjonistów

Przegląd 10 885 recenzowanych artykułów naukowych dotyczących klimatu z 2013 r. wykazuje, że tylko dwa z nich odrzucają antropogeniczne globalne ocieplenie
(James L. Powell)

### Brak ocieplenia
Pod koniec lat osiemdziesiątych, gdy ocieplenie nie było jeszcze tak wyraźne jak obecnie, serie danych były krótsze albo nie istniały, a metody ich analizy były znacznie bardziej niedoskonałe, niektórzy mieli wątpliwości, czy udaje się zaobserwować przewidywane globalne ocieplenie.
Jednym ze źródeł wątpliwości był efekt miejskiej wyspy ciepła (UHI), który miał zniekształcać pomiary. Analizy danych ze stacji amerykańskich, australijskich, rosyjskich i chińskich wykazały, że choć lokalnie wpływ UHI na trendy temperatur może być dominujący, w skali całej planety jest marginalny – tym bardziej, że lądy stanowią zaledwie 31% jej powierzchni. Wnioski te były potwierdzane przez kolejne dekady badań: analizy oparte na pomiarach na terenach niezurbanizowanych, danych proxy, czy obserwacji efektów związanych ze wzrostem temperatury: cofania się lodowców, przesuwania okresów wegetacyjnych roślin czy zasięgów występowania różnych gatunków zwierząt.
Denialiści stosowali także podważanie instrumentalnych pomiarów temperatury, na przykład oceniali jako zbyt niską jakość pomiarów wykonywanych przez amerykańskie stacje meteorologiczne, które miały rzekomo zniekształcać dane poprzez ich ulokowanie w pobliżu klimatyzatorów, asfaltu czy na dachach betonowych budynków. Kiedy jednak dokonano ilościowej analizy danych temperaturowych na podstawie klasyfikacji pomiarów dokonanej przez samych negacjonistów, okazało się, że uzyskano wynik bardzo podobny do danych oficjalnych, w które denialiści nie wierzyli.

### Naturalne przyczyny wzrostu koncentracji CO₂ w atmosferze
Prof. Zbigniew Jaworowski przekonywał, że koncentracja CO₂ miałaby wzrastać z powodu ocieplających się oceanów, że jego poziom miał bardziej zmieniać się w ubiegłych tysiącleciach niż obecnie, oraz że przeczące tej tezie rekonstrukcje składu atmosfery oparte na analizie rdzeni lodowych są rzekomo niewiarygodne. Specjaliści w tej dziedzinie wielokrotnie polemizowali z lekarzem, obalając jego zarzuty; okazywało się, że założenia teoretyczne potwierdzane były danymi empirycznymi, że wyniki są replikowalne, że próbki powietrza pozyskiwane z różnych lokalizacji na Antarktydzie, różnymi metodami, niemal idealnie zgadzają się ze sobą składem.
Nadzieją negacjonistów miał być także amerykański fizyk atmosfery Murry Salby, który rzekomo miał wykazać, iż za obserwowany w ostatnich dekadach wzrost koncentracji dwutlenku węgla odpowiadają przede wszystkim naturalne procesy. Swojej teorii Salby nie zdołał opublikować w recenzowanym czasopiśmie naukowym. Naukowcowi udowodniono malwersacje finansowe i konflikt interesów, został zwolniony z uczelni za uchylanie się od nauczania.

### Wzrost aktywności słonecznej a globalne ocieplenie
W filmie z 2007 roku Globalne ocieplenie – wielkie oszustwo przedstawiona została teza o „niebywale silnej korelacji pomiędzy tym, co działo się na Słońcu, a temperaturami na Ziemi” oparta na artykule z 1991 roku autorstwa Friis-Christensena i Lassen. Tymczasem nowsze dane, oparte na bezpośrednich pomiarach irradiancji słonecznej, czy proxy indeksów aktywności słonecznej (łącznie z tymi użytymi przez Friis-Christensena i Lassen) wykazują, że teza ta jest błędna – w skali stuleci wahania jasności Słońca zmieniały się w znacznie mniejszym stopniu niż podejrzewano to wcześniej, oraz że w ostatnich dekadach, pomimo spadku aktywności słonecznej, globalna temperatura rosła.

### Ochłodzenie
Choć modele klimatyczne od wielu dziesiątek lat wskazywały na trend ocieplający i całkiem dobrze prognozowały go z dużym wyprzedzeniem, negacjoniści atakowali ich wiarygodność i podpierali się źródłami niskiej jakości. Twierdzili także, że rzekomo w latach 70. naukowcy jednogłośnie wieszczyli nową epokę lodową (opierając się na tekstach z „Newsweeka” i „Timesa”), pomijając, że większość recenzowanych artykułów naukowych z tamtych czasów prognozowała globalne ocieplenie, a emisja gazów cieplarnianych była rozważana jako jeden z najważniejszych czynników kształtujących klimat Ziemi w czasie życia człowieka; ówczesną świadomość potwierdza też np. raport komitetu doradczego prezydenta USA Lyndona Johnsona z lat 60. Także czołowi klimatolodzy w czasie rekordowych zim skłaniali się ku hipotezie globalnego ocieplenia.
Jeszcze w latach dziesiątych niektórzy naukowcy prognozowali oziębienie oparte na wybranych danych dla Europy Północnej. W 2010 roku w Europie Północnej rok rzeczywiście był zimny, jednak już od 2011 roku odnotowywane są kolejne rekordy ciepła dla większości Europy. Od tego czasu część negacjonistów przestało twierdzić, że czeka nas globalne oziębieniem.
Co pewien czas pojawiają się w prasie popularnej doniesienia o nadchodzącym globalnym ochłodzeniu (np.). Termin przewidywanego ochłodzenia bywa różny, najczęściej dostatecznie odległy w czasie, by można było go powtarzać. Wskazywanym powodem najczęściej ma być mniejsza aktywność słoneczna, a jako źródło podawani są rosyjscy naukowcy, najczęściej prace prof. Zharkovej i jej zespołu, który stworzył model aktywności słonecznej, na podstawie którego stawiana jest hipoteza globalnego ochłodzenia. Pojawiające się doniesienia są wyjaśniane w portalu Nauka o klimacie.

### Promieniowanie kosmiczne
Pod koniec lat dziewięćdziesiątych popularna stała się hipoteza duńskiego fizyka Henrika Svensmarka, zgodnie z którą jednym z podstawowych czynników kontrolujących zmiany klimatu miały być wahania zachmurzenia spowodowane zmianami strumienia promieniowania kosmicznego. Sprawą zainteresował się także CERN, co miało być dla denialistów dowodem na powagę hipotezy. Szybko okazało się, że znalezione przez Svensmarka korelacje pomiędzy różnymi indeksami zachmurzenia a strumieniem promieniowania kosmicznego były skutkiem swobodnej interpretacji danych; kolejne badania przeprowadzane przez innych naukowców nie odnotowały podobnych korelacji. Eksperyment CLOUD wykluczył znaczącą rolę jonów promieniowania kosmicznego w tworzeniu jąder kondensacji uczestniczących w powstawaniu chmur, dowodząc błędu Svensmarka.

### Climategate
Afera Climategate wzbudziła szereg podejrzeń i kontrowersji wobec naukowców. Domagano się rozliczenia naukowców i przeprowadzenia dochodzenia na temat rzekomych nieprawidłowości. Żadna z komisji (parlamentarna brytyjskiej Izby Gmin, trzy uniwersyteckie – amerykańska i dwie brytyjskie, czy organów kontrolnych instytucji finansujących badania naukowe, m.in. amerykańskiej NSF), które badały zarzuty stawiane naukowcom, nie znalazła manipulacji danymi naukowymi ani nierzetelności, o których rozpisywali się prawicowi publicyści.
W 2010 nowozelandzcy denialiści klimatyczni zrzeszeni w NZ Climate Coalition pozwali do sądu tamtejszą służbę meteorologiczną NIWA o metodologię konstrukcji tamtejszej serii temperatur. NZCC domagało się zasądzenia, że Nowa Zelandia się wcale nie ociepla, a jeśli dane NIWA wskazują na coś innego, to tylko dlatego, że zostały zmanipulowane. W 2012 sąd uznał, że oskarżenia NZCC nie mają podstaw i że eksperci, na których się powołują, są niekompetentni. NZCC oznajmiła, że nie ma majątku, by opłacić koszty procesu.